# Museu de História do Pantanal
O Museu de História do Pantanal (Muhpan) é um museu situado no Porto Geral da cidade fronteiriça de Corumbá, Mato Grosso do Sul, no Brasil. Criado pelo professor Carlos Etchevarne, com projeto expográfico do arquiteto Nivaldo Vitorino, montado e mantido pela Fundação Barbosa Rodrigues.
O museu é destinado ao registro da ocupação humana na região pantaneira e ainda sua diversidade cultural e artística, e também ecológica.
Fica localizado no bairro do Porto Geral, à rua Manoel Cavassa, 275.

## Histórico
Em funcionamento desde o ano de 2008, o Museu foi criado após o reconhecimento pela UNESCO do Pantanal como reserva da biosfera no ano 2000; em 2002 a Fundação Barbosa Rodrigues assumiu o projeto, iniciando em 2004 as ações para sua concretização.
Em 2017 sofreu uma reforma que contou com recursos da Caixa Econômica Federal, dentro da primeira iniciativa de investimento do banco no setor.